# Les Illes
Les Illes ([lə'ziʎəs], oficialment en francès, las Illas) és un poble de la comuna de Morellàs i les Illes, a la comarca nord-catalana del Vallespir. Entre 1790 i 1972 gaudí d'independència municipal, fins que, juntament amb Riunoguers, fou integrat en la comuna actual. Anteriorment, el 1823, li havia estat agregat l'antiga comuna de la Selva.
És a l'extrem meridional del terme, i també al sud de Morellàs.

## Etimologia
Joan Coromines explica que el topònim «Les Illes» deriva del llatí insŭla, en plural, però no en la seva accepció original (porció de terra voltada d'aigua), sinó en una extensió més tardana del significat del mot (terra fèrtil vora un curs d'aigua), que correspon exactament a la realitat geogràfica del poble de les Illes, al fons de la vall, prop de la Ribera de les Illes.

## Geografia

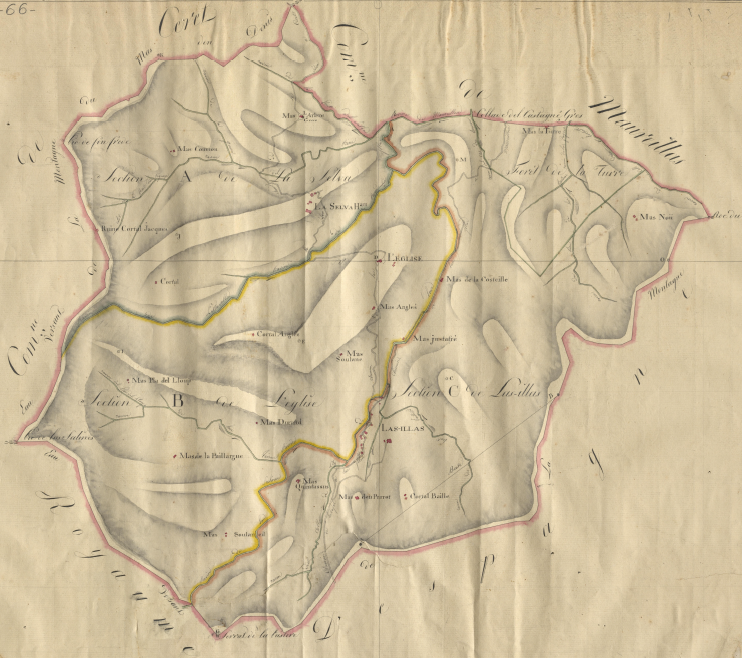
Antic terme de les Illes en el Cadastre napoleònic del 1812 (Arxius Departamentals dels Pirineus Orientals, ADPO)

L'antic terme comunal de les Illes, de 147.100 hectàrees d'extensió, és a l'extrem occidental de la Serra de l'Albera, al sud-est de la comarca del Vallespir. És al límit, marcat per la carena dels Pirineus, de la comarca de l'Alt Empordà, en els municipis de Maçanet de Cabrenys, la Vajol i Agullana.
És un territori molt accidentat, ja que assoleix els 1.333 m alt en el Puig de les Pedrisses, mentre que el poble de les Illes és a uns 550 i el punt més baix, 334,5 m alt, és a la llera de la Ribera de les Illes al lloc on sortia del seu antic terme, al nord. des de l'est a l'oest, passant pel sud, el límit del terme de les Illes (i ara, de Morellàs i les Illes), és la carena pirinenca i els seus contraforts septentrionals: al sud-est, Coll de Portells, a 688,6 m alt, Puig Forcat, de 813,5, Collet de la Balma, a 771, Puig dels Pruners, de 831,9, Coll de Manrella, a 707, i Puig de Sangles, de 786,4, on gira cap a l'oest per tal de començar el límit meridional d'aquest antic terme, marcat pel Puig Negre, de 759,1, el Coll de Lli, a 712,8, el Serrat Pelat, de 833, el Puig del Faig, de 921,9, i el vessant oriental del Pic de les Salines, a 1.305,7 m alt, on comença el límit occidental. Així, cap al nord, es troba la Collada de l'Estràbol, a 1.237,9, el Coll dels Cirerers, a 1.009, el Puig de Fontfreda, de 1.090,1, el Coll de Fontfreda, a 1.004,8, i el Pic del Bolaric, de 1.029,2, tancant després per la mateixa carena fins a prop del Mas d'en Genís, a 753,4 m alt, on l'antic termenal de les Illes girava cap a llevant. Aquests colls i muntanyes marquen els límits d'una única vall: la de la Ribera de les Illes, un dels dos principals afluents de la Ribera de Morellàs (l'altre és la Roma), la vall que enclou l'antic terme, sencer, de les Illes.
El límit nord de l'antic terme arrenca de prop del mas esmentat, on hi ha el Camí de la Selva a Palol (l'actual carretera de Fontfreda), a 633,2 m alt. Des d'aquest lloc l'antic termenal resseguia aquest camí cap al sud-est, seguint els revolts que fa la carretera, fins a trobar el Còrrec de la Font del Salguer, que seguia fins que s'aboca en el Còrrec del Riu. Des d'aquest lloc el termenal pujava per una carena cap al Roc Carder, de 457 m alt, en direcció est, passava pel Coll de la Torre, a 484 m alt, passava pel bell mig del Mas de la Torre, que quedava migpartit pel termenal. Aleshores, anava a cercar el curs del Còrrec del Coll de Portells, curs d'aigua que seguia cap al sud-est fins a arribar al Coll de Portells, a 688,6 m alt, on es trobaven els tres termes actualment integrats en el de Morellàs i les Illes: Morellàs, les Illes i Riunoguers, amb l'alt-empordanès de la Jonquera, on s'acabava el límit meridional de la comuna de Morellàs.
|          | Morellàs            | Riunoguers (per un [[el trifini]]) |
| La Selva |                     |                                    |
|          | Maçanet de Cabrenys | La Vajol Agullana                  |

### El poble de les Illes

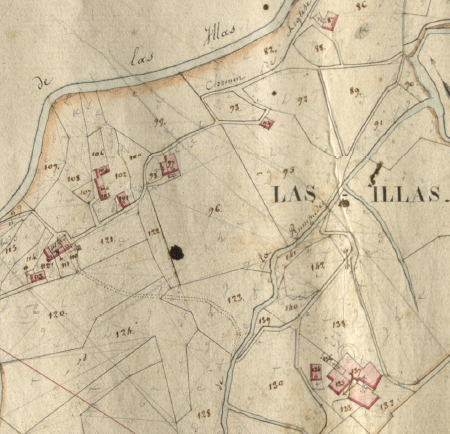
Les Illes en el Cadastre napoleònic del 1812 (ADPO)

Les Illes era un poble d'hàbitat dispers, integrat en un principi per tot un conjunt de masies a l'entorn de l'església parroquial de Santa Maria de les Illes, d'origen romànic, avui dia gairebé del tot desapareguda, i que fou substituïda per una nova església, construïda al costat mateix, dedicada a la Mare de Déu del Remei, o del Bon Remei. D'aquest primer nucli resten els propers masos de la Casa Nova, inexistent el 1812, i d'en Llençó, abans Guisset. Més allunyats al sud-oest hi havia els masos Anglès, amb un cortal, Justafré, actualment Mas del Camp Gran, d'en Saboia, Duran, Solanells, de la Pallarga i del Pla del Llop.
Més endavant el poble es desplaçà al sud, al fons de la vall de la Ribera de les Illes, on es formà el nucli actual de les Illes, amb el Mas de la Costella separat al nord, el petit nucli de les Illes i els propers masos del Batlle i d'en Perot i els més allunyat de la Torre, dels Quintassos, amb els cortals del Batlle i de la Costella, a més del Mas Nou, prop del Coll de Portells.
A més, en un dels masos, el de la Costella, hi ha també una capella, avui dia desafectada, dedicada a Sant Martí.

### El poble de la Selva

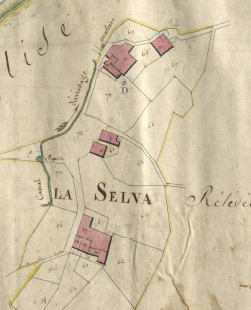
La Selva en el Cadastre napoleònic del 1812 (ADPO).

El veïnat o poble de la Selva, que gaudí d'independència municipal entre el 1790 i el 1832, està situat al nord-oest de les Illes, en un paratge força emboscat. El poble de la Selva, d'hàbitat dispers, és al nord-oest de la població de les Illes i a ponent del nucli de l'església d'aquest vilatge, a prop del terme de Ceret i de l'antic terme de Palol. L'antic terme és, pràcticament, la vall del Còrrec del Riu, amb el Rec de la Quera, darrer afluent de la Ribera de les Illes abans que aquesta es converteixi en la Ribera de Morellàs, en els vessants meridionals del Pic del Bolaric i els orientals del Puig de Fontfreda.
Hi pertany el Mas Comó o Comú, allunyat al nord-oest respecte del nucli principal del veïnat de la Selva, i n'havia format part també el veïnat de l'Arbre Gros, en un principi una sola masia aïllada. També són d'aquest antic terme boscs frondosos, com les nogueres de la Noguereda i el bosc de faigs del Clot de la Fajosa. A l'extrem de ponent, tanca la vall el Coll de Fontfreda, on es troba l'Estela dels evadits, i al racó sud-oest d'aquest antic terme, el Coll dels Cirerers i la partida del Cortal d'en Jaques.
Travessa el territori de la Selva la carretera D13f (Les Illes - Ceret), anomenada Ruta de Fontfreda.

### El veïnat de l'Arbre Gros

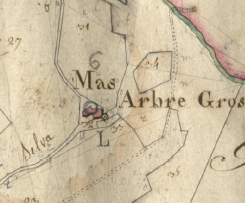
L'Arbre Gros en el Cadastre napoleònic del 1812 (ADPO)

És el veïnat més al nord de l'antic terme de les Illes. És a prop i just al nord del poble de la Selva, a l'esquerra del Còrrec del Riu, en el vessant oriental del Pic del Bolaric, en un replà situat a la carena que separa el Còrrec de la Devesa, al sud-oest, del de la Font del Salguer, al nord-est, a ponent del Solà del Mas Gener.
S'hi arriba a través d'una curta variant que surt de la carretera D13f (Les Illes - Ceret), anomenada Ruta de Fontfreda.

## Història

### Edat mitjana
Al llarg de la història estan documentades diverses formes del nom del poble: Les Illes (1359), Les Ylles (1395), Las Illas (1639). El fet curiós és que la forma francesa està agafada de la utilitzada immediatament abans del pas de la Catalunya del Nord al domini del Regne de França; com que aquell moment històric l'administració catalana ja havia sofert un grau intens de castellanització, va passar a l'administració francesa la denominació castellanitzada del poble, no la forma catalana, més utilitzada al llarg de la història.
En temps del Regne de Mallorca, primera època en què apareix documentat el poble i terme de les Illes, aquest poble i terme estan infeudats a Ponç d'Avinyó, cavaller de família empordanesa establerta al Rosselló. Posteriorment el domini de les Illes passà als Darnius, senyors de Darnius, Mont-roig, la Vajol i Bosquerós i posteriorment passà per via familiar als Ardena.

### Edat Moderna
Josep d'Ardena i de Sabastida era senyor de les Illes a la seva mort, el 1677. Durant la Guerra dels Segadors exercí d'ambaixador de la Generalitat de Catalunya a Münster. Després fou mariscal de Lluís XIII, qui li concedí el títol de Comte de les Illes. Josep d'Ardena s'havia posat sota les ordres del rei francès, i ell mateix s'hi nacionalitzà el 1664. Posteriorment encara lluità contra els angelets. A la seva mort, les seves possessions i els seus títols passaren a mans dels de Taverner i d'Ardena, comtes de Darnius, una família d'il·lustrats: Miquel Joan i Oleguer de Taverner i d'Ardena foren geògrafs, cosmògrafs i historiadors, autors de mapes molt destacats en la seva època i d'una Adarga catalana que roman inèdita. Un altre germà, Josep, fou bisbe de Girona. Fins a la Revolució Francesa foren comtes de les Illes els descendents dels Darnius.

### Edat Contemporània
Les Illes fou, al llarg de bona part del segle xix seu d'emboscats, coneguts com a trabucaires (una cova propera, en el terme de Ceret, i l'hostal de les Illes porten aquest nom. Els trabucaires eren una quinzena de bandolets procedents del bàndol carlí que imposaren el seu domini en el Vallespir fins que caigueren, el 5 de maig del 1846, en una emboscada al Mas de l'Eloi de Cortsaví. Havien degollat en Joan Massot, de 16 anys, a la cova de Bassegoda, a migdia de Cortsaví. De tretze capturats, quatre foren condemnats a mort, pena que s'executà el 27 de juny d'aquell mateix any. El capitost, Joan Simó, Collsuspiner o Tocabens i el seu lloctinent Balma foren executats a Ceret, i els altres dos, a Perpinyà.
Després de 32 anys d'espera, arriba l'electricitat a Les Illes a partir del 26 de juliol de 1955.

## Demografia

### Demografia antiga
La població està expressada en nombre de focs (f) o d'habitants (h)
| 1365 | 1378 | 1470 | 1515 | 1553 | 1720 | 1730 | 1755 | 1767  | 1774 | 1789 | 1794 | 1795  | 1796  |
| 14 f | 12 f | 4 f  | 4 f  | 3 f  | 5 f  | 7 f  | 20 f | 110 h | 84 h | 24 f | 91 h | 101 h | 104 h |

Font: Pélissier, 1986.

### Demografia contemporània
| Evolució de la població |      |      |      |      |      |      |      |      |
| 1800                    | 1804 | 1806 | 1820 | 1826 | 1831 | 1836 | 1841 | 1846 |
| 131                     | 122  | 129  | 205  | 236  | 269  | 249  | 233  | 281  |

| 1851 | 1856 | 1861 | 1866 | 1872 | 1876 | 1881 | 1886 | 1891 |
| ---- | ---- | ---- | ---- | ---- | ---- | ---- | ---- | ---- |
| 289  | 305  | 280  | 264  | 314  | 237  | 237  | 228  | 198  |

| 1896 | 1901 | 1906 | 1911 | 1921 | 1926 | 1931 | 1936 | 1946 |
| ---- | ---- | ---- | ---- | ---- | ---- | ---- | ---- | ---- |
| 181  | 191  | 209  | 192  | 119  | 119  | 85   | 84   | 119  |

| 1954 | 1962 | 1968 |
| ---- | ---- | ---- |
| 67   | 57   | 60   |

Fonts: Ldh/EHESS/Cassini fins al 1999, després INSEE a partir deL 2004

## Administració i política

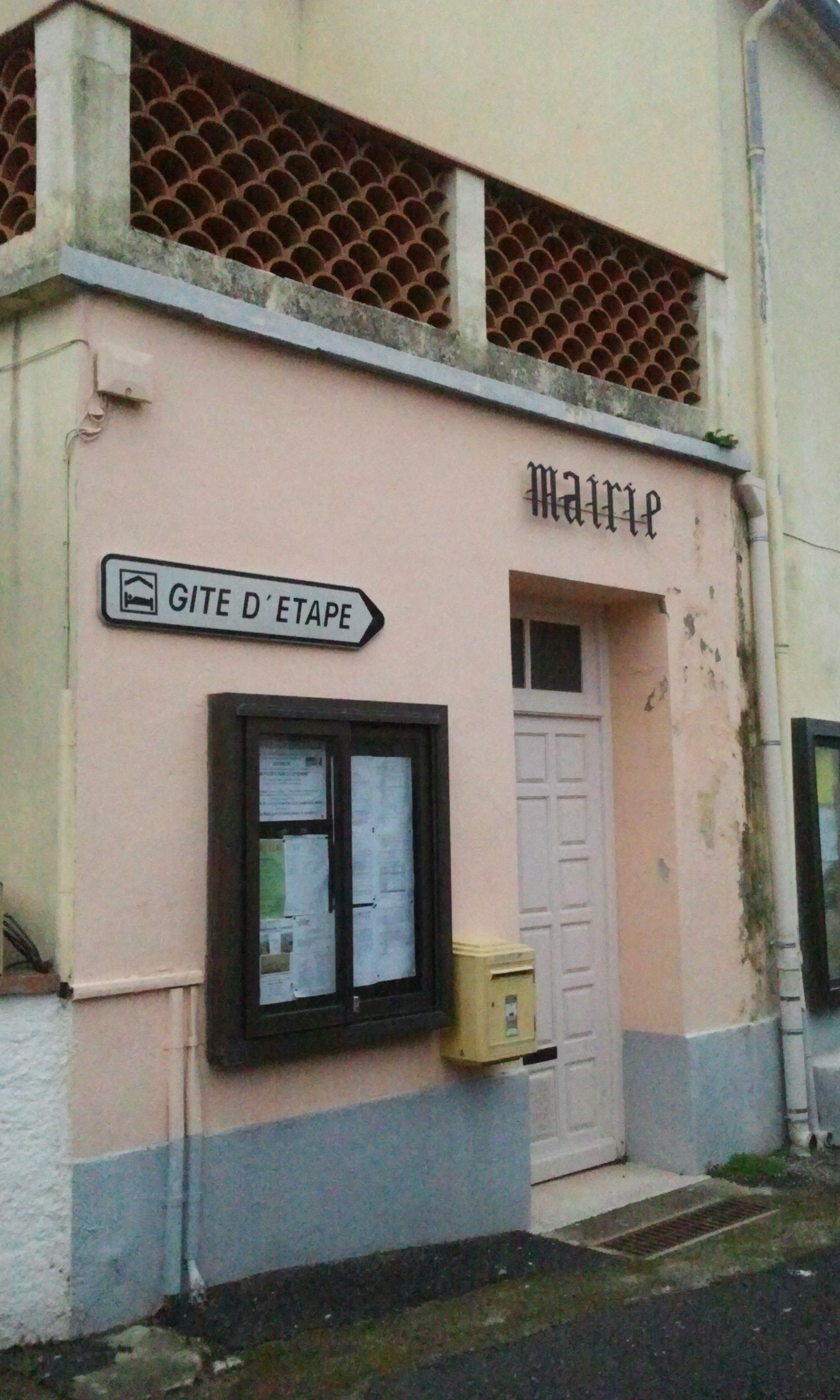
La Casa del Comú de Les Illes

### Batlles[13]
| Període                                     | Nom                | Opció política | Comentaris |
| ------------------------------------------- | ------------------ | -------------- | ---------- |
| 29 d'abril del 1945 - 19 d'octubre del 1947 | François Dabouzi   |                |            |
| Octubre del 1947- 1952                      | Antoine Auriol     |                |            |
| 1952- 3 de maig del 1953                    | François Dabouzi   |                |            |
|                                             |                    |                |            |
| 15 de març del 1965 - Juny del 1965         | Marguerite Dabouzi |                |            |
| 1965 - ?                                    | René Guidicelli    |                |            |
| ? - 1972                                    | Raymond Commenge   |                |            |

## Llocs d'interès
- Església de la Mare de Déu del Remei
- El Memorial de guerra

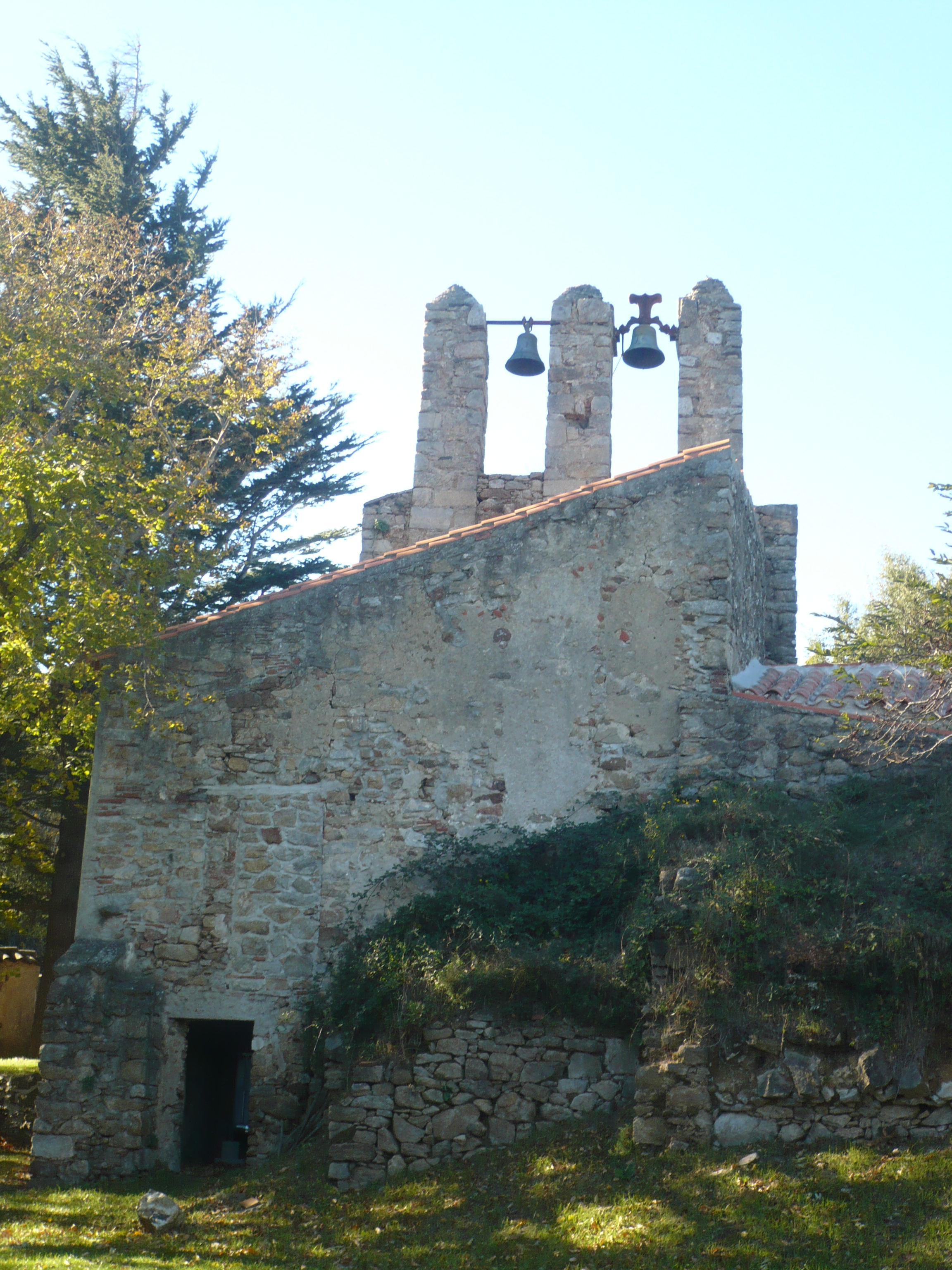
L'església de la Mare de Déu del Remei
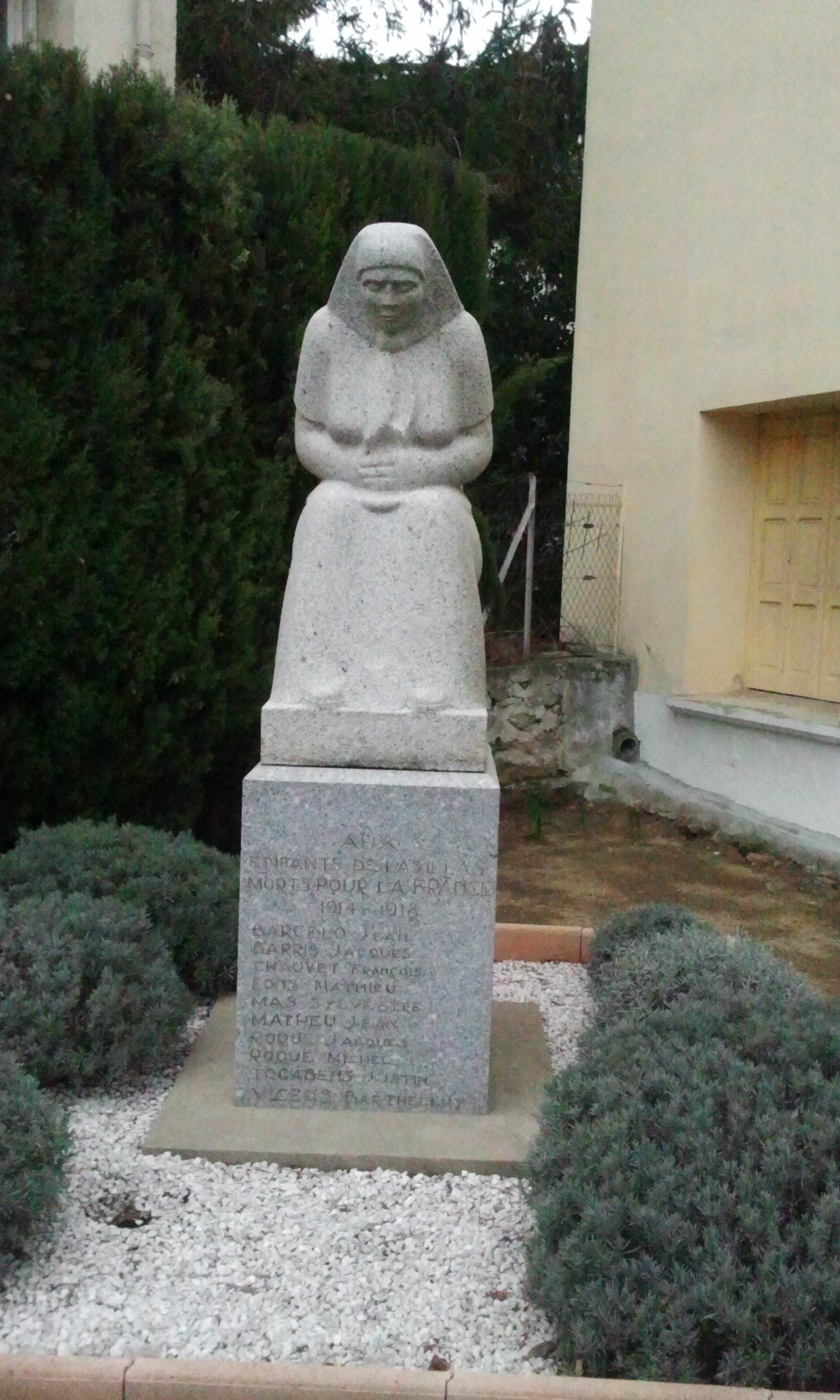
El Memorial de guerra